# Vil'nohirs'k
Vil'nohirs'k ([in ucraino Вільногірськ?) è una città dell'Ucraina nel distretto di Kam"jans'ke, nell'oblast' di Dnipropetrovs'k. Ospita l'amministrazione della comunità territoriale di Vil'nohirs'k, una delle comunità territoriali dell'Ucraina. Nel 2022 aveva una popolazione di 22 076 abitanti. 
Fino al 18 luglio 2020 Vil'nohirs'k era classificata come città di rilevanza regionale e costituiva un comune autonomo. Nell'ambito della riforma amministrativa dell'Ucraina, che ha ridotto a sette il numero dei distretti dell'oblast' di Dnipropetrovs'k, Vil'nohirs'k è entrata a far parte del distretto di Kam"jans'ke.